# Iraquara
Iraquara este un oraș în statul Bahia (BA) din Brazilia.